# 二核菌糸

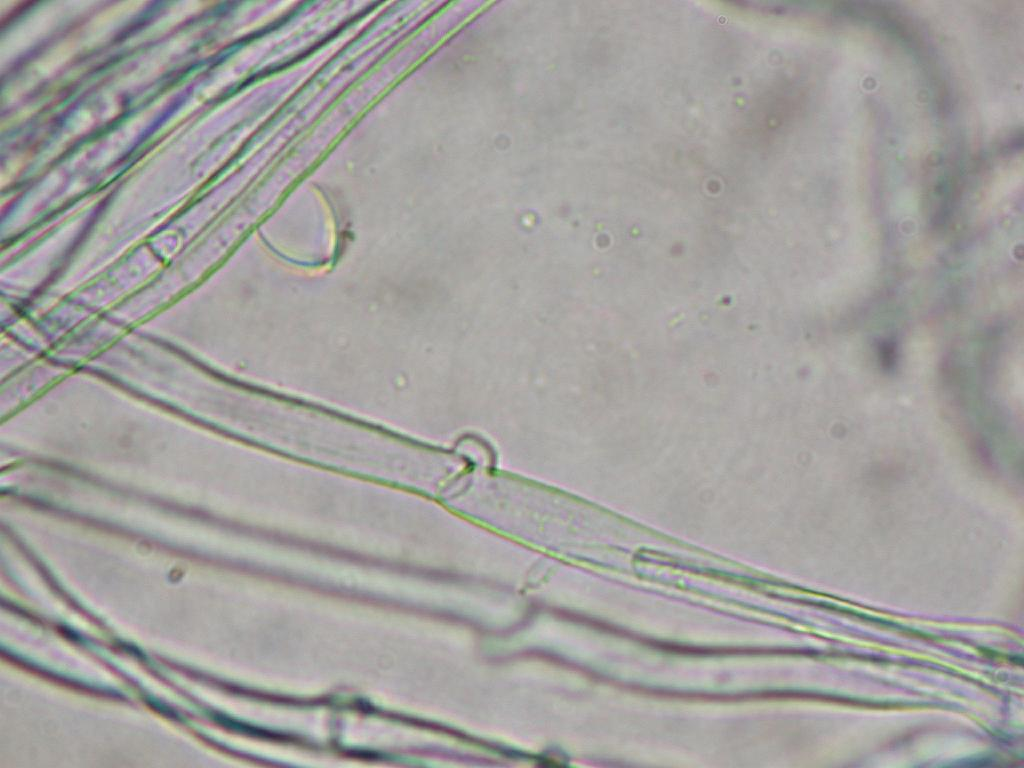
シイタケの柄の部分の菌糸
中央にかすがい連結が見える

二核菌糸というのは、主として担子菌類に見られる菌糸の状態で、菌糸の細胞が常に二つの核を含んだ状態で成長するものを指す。二次菌糸とも。

## 概説
担子菌類の多くは、担子胞子が発芽すると菌糸間の、あるいは菌糸と分生子の接合が行われるが、それによって特別な接合子が形成されるものはほとんどない。多くのものでは菌糸の状態で成長が続けられる。その際、その菌糸の内部には接合によってもたらされた二系統の核が入っており、成長して細胞分裂する際にも、特別な方法によって新たにできた細胞にも二核が入っている状態を維持する。これを二核菌糸という。この状態は、たいていは子実体の中の子実層で核の融合が行われるまで続き、それに続いて減数分裂が行われ、それぞれの群に特有な胞子が形成される。
担子菌類の場合、接合後の菌糸はすぐに子実体形成に結び付くとは限らず、むしろ栄養体菌糸として基質中に広がって成長する例が多い。このような二核菌糸からなる菌糸体を二核菌糸体と言う。子実体を形成している菌糸はすべて二核菌糸である。

## 分裂の方法

二核菌糸における分裂の仕組み

二核菌糸が成長し、細胞分裂を行う場合、新しく出来た細胞にも二核状態が引き継がれる。核分裂は二つの核がほぼ同時に起きるので、共役核分裂と呼ばれる。
このような菌糸では隔壁部分に特殊な構造が見られる場合があり、これは分裂した核を二つの細胞に分配するためのやり方に関連しているが、その方法はやや複雑である。
まず、先端の細胞内で核分裂が行われる。それぞれの核は分裂して二核となるが、何しろ細い菌糸の中であるから、菌糸の中で前後に並んで分裂が起きる。続いて細胞質が分裂する。この際、細胞板は後ろの方の核から分裂して生じた二核の間に形成される。結果として、後ろ側の細胞には後方の核に由来する核一つが、先端側の細胞にはもう一つの核と、先端側の核に由来する二核の、計三核が入っている。次に、先端側の細胞と次の細胞との間の隔壁部分の外側に小さな膨らみを生じ、その先端は隔壁を越えて次の細胞の表面に接触、その部分で融合して、両側の細胞の間の連絡が出来る。この連絡を通って、先端側の細胞から前側の核の一つが後ろ側の細胞に移動し、その結果、両方の細胞が共に二核を持つ状態となる。核が通り抜けた膨らみには新たに隔壁が作られる。
このため、分裂後の菌糸の隔壁の外側には、片方に小さな膨らみが見られることがあり、このような構造をかすがい連結(clamp connection)という。菌糸の隔壁にこれが見られれば、その菌糸は二核菌糸であると判断できる。それが子実体内部の菌糸でないならば、その菌はまず担子菌類と見てよい。たとえば分生子形成菌（不完全菌）の中には菌糸や分生子にこれを持つものがあり、それらは担子菌類の系統であると考えられている。ただし、見かけ上はかすがい連結をもたない二核菌糸もあるので、逆は必ずしも成立しない。

## 生活環における位置付け
多くの生物においては、単相の世代から接合が行われると複相の世代となるか、すぐに減数分裂を行って単相に戻る。しかしこのような菌類においては細胞質の接合の後、核が融合しないままに二核菌糸として長期にわたって成長し、無性生殖が行われる場合もある。したがって、これは独立した栄養体と考えることができ、独特の二核菌糸相という世代であると考える立場もある。
生活環の考え方には、染色体数に基づく核相という観点がある。一般には減数分裂で生じた核を単相、接合によって生まれた核を複相と言い、染色体数の基本数をnであらわして前者を「n」後者を「2n」と表現する。二核菌糸においては個々の核はnであるが必ず二つが組になっている。これを独特の核相とみて「n＋n」と表現する。名前としては重相が使われることもある。
このような二核菌糸相は担子菌類の特徴と考えられ、すべての担子菌類に見られるものである。子のう菌類では子嚢形成時に鍵型連結と言われる構造が作られ、これがかすがい連結の起源であるとの説もあった。しかし、原始的な子のう菌類であるタフリナ(Taphrina　以前は半子嚢菌綱・古生子嚢菌綱、現在はタフリナ菌亜門に所属)がある程度の期間にわたる二核相をもつことが知られており、これが担子菌類の起源と関係がある可能性も指摘されている。